# Formica creightoni
Formica creightoni es una especie de hormiga del género Formica, familia Formicidae. Fue descrita científicamente por Buren en 1968.
Se distribuye por los Estados Unidos. Vive en bosques arenosos de pinos, cerca de ciénagas.